# Studentenroeivereniging
Een studentenroeivereniging is een sportvereniging gericht op roeien, droogroeien en gezelligheid, die openstaat voor de studenten van een studentenstad. Het coachkader bestaat deels uit niet-studerenden. In de Angelsaksische wereld is het studentenroeien vaak aan een college of universiteit verbonden.

## Nederland
De zeven oudste studentenroeiverenigingen zijn opgericht als ondervereniging van een corps. Dit zijn Njord (Leiden - 1874), Laga (Delft - 1876), Triton (Utrecht - 1880), Aegir (Groningen - 1878), Nereus (Amsterdam - 1885), Argo (Wageningen - 1913) en Skadi (Rotterdam - 1928). Zij zijn verenigd in de Koninklijke Nederlandsche Studenten Roeibond (K.N.S.R.B.). Tegenwoordig staat het lidmaatschap bij deze zeven ook open voor niet-corpsleden en is de band met het corps, 'de moedervereniging', minder hecht geworden of grotendeels verdwenen. Een aantal tradities is gebleven, maar het kaalscheren van wedstrijdroeiers bij aanvang van het seizoen is bijvoorbeeld lang verleden tijd.
Omdat deze zeven studentenroeiverenigingen in het verleden niet bestemd waren voor niet-corpsleden, ontstonden in de betreffende steden behalve de corporale ook algemene studentenroeiverenigingen. In studentensteden zonder corps is er in alle gevallen maar één, algemene studentenroeivereniging.
Studenten noemen de algemene roeiverenigingen voor alle leeftijden 'burgerverenigingen'.
De Nederlandse Studenten Roeifederatie (NSRF) is de overkoepelende organisatie voor alle studentenroeiverenigingen. Zij dient als belangenbehartiger en organiseert wedstrijden.
Aegir (Groningen) · Agon (Almere) · Amphitrite (Haarlem) · Argo (Wageningen) · Asopos de Vliet (Leiden) · Boreas (Zwolle) · Dudok van Heel (Breda) · Euros (Enschede) · Gyas (Groningen) · Laga (Delft) · Nereus (Amsterdam) · Njord (Leiden) · Odin (Middelburg) · Okeanos (Amsterdam) · Orca (Utrecht) · Panta Rhei (Den Helder) · Pelargos (Den Haag) · Phocas (Nijmegen) · Proteus-Eretes (Delft) · Saurus (Maastricht) · Scylla (Breda) · Skadi (Rotterdam) · Skøll (Amsterdam) · Thêta (Eindhoven) · Triton (Utrecht) · Vidar (Tilburg)

Overkoepelende verenigingen: Minerva ·  NSRF